# Амовина де Безом
Амовина (фр. Amauvine; умерла после 1097) — виконтесса де Безом и де Бенож, вероятно, дочь виконта Безома Родольфо Арто.

## Биография

### Правление
По реконструкции Ж. де Жургена, Амовина была дочерью виконта Родольфо Арто, упоминаемого в 1026 году. Однако неизвестно, когда именно она наследовала отцу.
Амовина вышла замуж за Гильом Аманье I д’Альбре, младшего брата Бернара Эзи I д’Альбре, принеся ему в приданое Безом и Бенож. Вместе с мужем она упоминается в 1097 году, когда они передали двух крестьян монастырю Гран-Сов для своего сына Гильома Аманье II, участвовавшего тогда в Первом крестовом походе. После этого упоминания о ней исчезают.

### Брак и дети
Муж: Гильом Аманье I д’Альбре (ум. после 1097), виконт де Безом и де Бенож. У них известен один сын:
- Гильом Аманье II (ум. до 1103), виконт де Безом и де Бенож